# Дэвис, Крейг (хоккеист)
Крейг Дэвис (англ. Craig Davies, 26 мая 1957, Перт, Австралия) — австралийский хоккеист (хоккей на траве), полевой игрок. Участник летних Олимпийских игр 1984 и 1988 годов.

## Биография
Крейг Дэвис родился 26 мая 1957 года в австралийском городе Перт.
В 1984 году вошёл в состав сборной Австралии по хоккею на траве на летних Олимпийских играх в Лос-Анджелесе, занявшей 4-е место. Играл в поле, провёл 7 матчей, забил 2 мяча (по одному в ворота сборных Индии и Великобритании).
В 1988 году вошёл в состав сборной Австралии по хоккею на траве на летних Олимпийских играх в Сеуле, занявшей 4-е место. Играл в поле, провёл 7 матчей, мячей не забивал.